# Cimarron (Kansas)
Cimarron és una població dels Estats Units a l'estat de Kansas. Segons el cens del 2000 tenia 1.934 habitants.

## Demografia
Segons el cens del 2000, Cimarron tenia 1.934 habitants, 720 habitatges, i 526 famílies. La densitat de població era de 820,6 habitants per km².
Dels 720 habitatges en un 39,6% hi vivien nens de menys de 18 anys, en un 60,7% hi vivien parelles casades, en un 8,9% dones solteres, i en un 26,9% no eren unitats familiars. En el 24,3% dels habitatges hi vivien persones soles l'11,1% de les quals corresponia a persones de 65 anys o més que vivien soles. El nombre mitjà de persones vivint en cada habitatge era de 2,65 i el nombre mitjà de persones que vivien en cada família era de 3,17.
Per edats la població es repartia de la següent manera: un 30,6% tenia menys de 18 anys, un 8,3% entre 18 i 24, un 28% entre 25 i 44, un 21,7% de 45 a 60 i un 11,4% 65 anys o més.
L'edat mediana era de 34 anys. Per cada 100 dones de 18 o més anys hi havia 94,8 homes.
La renda mediana per habitatge era de 41.379 $ i la renda mediana per família de 48.636 $. Els homes tenien una renda mediana de 31.402 $ mentre que les dones 21.406 $. La renda per capita de la població era de 17.970 $. Entorn del 4,6% de les famílies i el 6,9% de la població estaven per davall del llindar de pobresa.

## Poblacions més properes
El següent diagrama mostra les poblacions més properes.